# Liste der Bischöfe von Woolwich
Die Liste der Bischöfe von Woolwich stellt die bischöflichen Titelträger der Church of England, der Diözese von Southwark, in der Province of Canterbury dar. Der Titel kommt vom Stadtteil Woolwich, Royal Borough of Greenwich, London.
| Liste der Bischöfe von Woolwich | Liste der Bischöfe von Woolwich | Liste der Bischöfe von Woolwich | Liste der Bischöfe von Woolwich |
| ------------------------------- | ------------------------------- | ------------------------------- | ------------------------------- |
| Von                             | Bis                             | Name                            | Anmerkungen                     |
| 1905                            | 1918                            | John Leeke                      |                                 |
| 1918                            | 1932                            | William Hough                   |                                 |
| 1932                            | 1936                            | Arthur Preston                  |                                 |
| 1936                            | 1947                            | Leslie Lang                     |                                 |
| 1947                            | 1959                            | Robert Stannard                 |                                 |
| 1959                            | 1969                            | John A. T. Robinson             |                                 |
| 1969                            | 1975                            | David Sheppard                  | danach Bischof von Liverpool    |
| 1975                            | 1984                            | Michael Marshall                |                                 |
| 1984                            | 1996                            | Peter Hall                      |                                 |
| 1996                            | 2005                            | Colin Buchanan                  | vorher Bischof von Aston        |
| 2005                            | 2011                            | Christopher Chessun             | danach Bischof von Southwark    |
| 2012                            | 2016                            | Michael Ipgrave                 |                                 |
| 2017                            | 2023                            | Karowei Dorgu                   |                                 |
| 2024                            | Gegenwart                       | Alastair Cutting                |                                 |